# Университет Экс-Марсель
Университет Экс-Марсель (фр. Aix-Marseille Université) — французский государственный университет, образованный в 2012 году слиянием Университета Прованса, Средиземноморского университета и Университета Поля Сезанна. Крупнейший в мире франкофонный университет по числу студентов, преподавателей и величине бюджета. Филиалы представлены в девяти городах.
Университет Прованса был основан в Экс-ан-Провансе в 1409 году графом Людовиком II Анжуйским, при одобрении и поддержке папы Александра V. С XV по XVIII век в нём преподавались теология, право, грамматика, логика и медицина. В 1764 году к нему был присоединён Бурбонский королевский коллеж, созданный в 1603 году королём Генрихом IV. В 1769 году Людовик XIV ввёл преподавание французского права на французском языке (наряду с традиционными римским и каноническим правом). В период Французской революции университет был упразднён; преподавание возобновилось в 1804 году. Впоследствии, в 1846 году, в Экс-ан-Провансе был создан филологический факультет, а в Марселе — факультет естественных наук. В 1896 году был образован единый Университет Экс-Марсель, ставший одним из 17 самоуправляемых региональных университетов, финансируемых государством.
В 1968 году, в соответствии с законом об ориентации высшего образования (Закон Фора), университет Экс-Марсель был разделён на три самостоятельных учебных заведения с различной специализацией. Университет Прованса (Экс-Марсель I) специализировался в области иностранных языков и филологии; в университете Экс-Марсель II (с 1994 года Средиземноморский университет) преподавались медицина и естественные науки. В 1973 году к ним добавился университет Экс-Марсель III (университет имени Поля Сезанна) со специализацией в области права и экономики. Наконец, в 2011 году на базе этих трёх учебных заведений был создан Университет Экс-Марсель (официальной датой основания считается 1 января 2012 года).
В настоящее время университет Экс-Марсель представляет собой многопрофильное учебное заведение, в которое входят 18 структурных подразделений. Преподавание и исследования ведутся в рамках пяти предметных областей: искусство, филология и гуманитарные науки; право и политика; экономика и менеджмент; медицина; наука и технологии. В 2019 году были созданы 13 междисциплинарных институтов, функционирующих по программам магистратуры. В университете обучаются около 80 тыс. студентов, в том числе 10 тыс. из других стран; работают около 8 тыс. сотрудников. Пять крупнейших кампусов расположены в Марселе и Экс-ан-Провансе. Университет занимает одну из ведущих позиций среди французских высших учебных заведений в Шанхайском рейтинге университетов; в 2020 году занимал 20-е место в рейтинге Times Higher Education University Impact Ranking. Университет Экс-Марсель поддерживает широкие международные контакты и входит в европейскую ассоциацию университетов CIVIS.
В разные годы в университете обучались выдающиеся деятели науки, культуры и политики, в том числе нобелевские лауреаты Фредерик Мистраль, Рене Кассен, Гао Синцзянь, Жан-Мари Гюстав Ле Клезио; а также Марсель Паньоль, Поль Сезанн, Франсуа Минье, Адольф Тьер,  Фатима Вейга
и др.